# Jardín Botánico de la Universidad de Birmingham
El Jardín Botánico de la Universidad de Birmingham en Winterbourne (en inglés: University of Birmingham Botanic Garden at Winterbourne) es un jardín botánico de 7 acres (28 000 m²) de extensión que se encuentra en el Campus de la Universidad de Birmingham en Edgbaston, Birmingham, Reino Unido.
Alberga la Colección Nacional de Plantas NCCPG de Anthemis.
Es miembro del BGCI y presenta trabajos para la Agenda Internacional para la Conservación en los Jardines Botánicos.
El código de identificación del University of Birmingham Botanic Garden at Winterbourne como miembro del "Botanic Gardens Conservation International" (BGCI), así como las siglas de su herbario es BIRM.

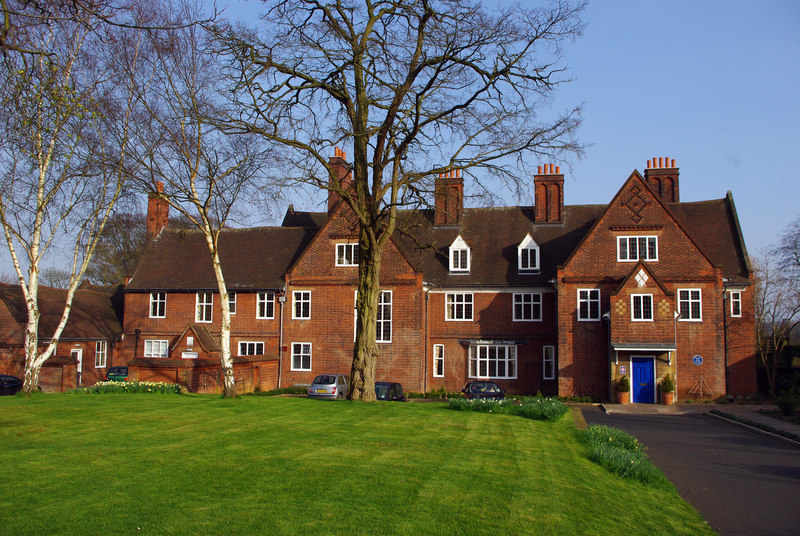
La casa Winterbourne.

## Localización
El jardín botánico se encuentra a unos 15 minutos de paseo del centro de la ciudad.
University of Birmingham Botanic Garden at Winterbourne 58 Edgbaston Park Road, Edgbaston, Birmingham, West Midlands B15 2RT United Kingdom-Reino Unido.
La casa y el jardín tienen habitualmente exhibiciones interactivas y un hermoso salón de té con terraza. El sitio cuenta con una tienda de regalos en el lugar, venta de plantas, libros de segunda mano en venta y una galería con un programa de exposiciones de invitados que se van renovando. Winterbourne abre todos los días por una pequeña de entrada con horarios que varían entre el verano y el invierno. El personal y los estudiantes de la Universidad de Birmingham tienen derecho a la libre entrada. También es parte de la Historic Houses Association.

## Historia
El "Winterbourne House and Garden"" fue diseñado en 1903 como el hogar familiar de John Sutton Nettlefold JP y Margaret Nettlefold de Guest, Keen & Nettlefold. John Nettlefold encargó las obras de la casa al arquitecto local Joseph Lancaster Ball para diseñar y construir la casa que fue terminada en 1904. La casa estaba hecha de ladrillos y tejas y tiene una línea de techo intencionadamente ondulado. 
Margaret Nettlefold diseñó el jardín, inspirándose en los diseños y en los libros de Gertrude Jekyll. Esto se puede apreciar en las plantaciones de las borduras de color temático y fue legado a la universidad en 1944, añadiéndose al diseño original nuevas áreas para la enseñanza y la conservación de las plantas. 
Los edificios y equipamientos del jardín botánico, así como su trazado, son de estilo del movimiento Arts & Crafts Eduardiano.
Los Nettlefolds vivieron en la casa con sus hijos hasta que la salud de los Nettlefold implicó que tuvieron que alejarse. En 1919, Margaret Nettlefold vendió Winterbourne y se alejó para estar más cerca de su marido. A continuación, la propiedad fue adquirida por la familia Wheelock quienes tuvieron 9 hijos. 
Wheelock era un abogado local. Los Wheelock se quedaron en Winterbourne hasta 1925 cuando fue comprada por John Nicolson que era un exitoso hombre de negocios. Nicolson fue un jardinero entusiasta e hizo varias mejoras en el jardín en Winterbourne incluyendo la ampliación de la rocalla y el añadido de una zona alpina. 
Nicolson se mantuvo en la casa hasta su muerte en 1944 y Winterbourne fue legada a la Universidad. La casa y el jardín siguen siendo una parte de la Universidad.
La Universidad de Birmingham ha hecho un uso variado del edificio desde 1944, pero en 2010 fue restaurada a su antiguo esplendor como una casa de familia (con el diseño del papel de las paredes de William Morris). 
El jardín ya había pasado por un período de restauración. El jardín conserva muchas características originales y los árboles originales, siendo de destacar un paseo franqueado por avellanos (Corylus avellana) de más de 100 años de edad. 
La casa y el jardín están actualmente abiertos como una atracción turística y la propiedad es un edificio catalogado grado II.

## Colecciones
Alberga más de 2,500 especies de plantas con un contingente numeroso de Brasil y de Nueva Zelanda. 
Entre sus colecciones, de ámbito nacional, son de destacar:
- La Historia de la rosa europea, con una Rosaleda de rosas silvestres europeas, y cultivares.
- Colección de Anthemis, con especies, subespecies y cultivares lo que le hace estar incluida como una colección del NCCPG.
- Subespecies de Iris unguicularis.
- Rocalla con piedras calizas que está diseñada como un jardín hundido.
- Invernaderos construido con inclinación, con casa de orquídeas, casa alpina y casa árida.
- Túnel de 100 años de edad, y 32 m de longitud de avellanos
- Pérgola restaurada de madera.

## Winterbourne House
El diseño de la casa tenía la intención de hacer el mejor uso de la luz solar disponible; características notables son sus grandes ventanas, paneles pintado de color blanco y las habitaciones que dan al sur. 
La casa contiene muebles que datan de finales del periodo victoriano de la década de 1920.
Las habitaciones restauradas incluyen una sala de estar, estudio, dormitorio y cuarto de niños. 
El salón de té de las visitas se encuentra en lo que habría sido el comedor original.